# Zaglossus bartoni
Espèce
Répartition géographique
Statut de conservation UICN

 VU A2cd : Vulnérable
Statut CITES
L'échidné de Barton (Zaglossus bartoni) est une espèce d'échidné à nez long vivant dans les montagnes de Nouvelle-Guinée à une altitude de 2000 à 3000 mètres.

## Classement
Pour la systématique, les échidnés constituent une passerelle entre la famille des reptiles et des oiseaux et celle des mammifères placentaires. Monotrèmes, ils pondent des œufs et allaitent leurs petits. Ils possèdent plusieurs paires de chromosomes sexuels, quatre ou plus, constitués de chromosomes XX et XY ainsi que des chromosomes proches de ceux des oiseaux. 

## Morphologie, comportement
L'échidné de Barton se déplace lentement et se roule en boule lorsqu'il se sent menacé. Durant l’été, il maintient sa température autour de 31 °C, tandis que l’hiver, il hiberne.
C'est le plus grand de tous les monotrèmes ; il se distingue des autres espèces du même genre par le nombre de griffes qu'il a à chaque patte : cinq griffes aux pattes avant et quatre aux pattes arrière.   
Son poids varie entre 5 et 16,5 kg alors que la longueur de son corps va de 60 à 100 cm. Il n'a pas de queue et sa fourrure est très dense. Il est doté d'un cloaque comme les oiseaux. 
La femelle est plus grosse que le mâle et sa trompe, dépourvue de dents et abritant une langue fine et longue, est également plus grande que celle du mâle. 
Le néocortex (centre de la mémoire et de la pensée abstraite) de l'échidné occupe 50 % du volume cérébral, contre 30% chez l'homme.

## Sous-espèces
Il en existe quatre connues :
- Z. bartoni bartoni
- Z. bartoni clunius
- Z. bartoni smeenki
- Z. bartoni diamondi

Chaque sous-espèce se distingue des autres par son domaine de distribution et est reconnaissable à sa taille.